# Doui Thabet
Doui Thabet est une commune de la wilaya de Saïda en Algérie.